# Entalophoroecia rogickiana
Entalophoroecia rogickiana is een mosdiertjessoort uit de familie van de Plagioeciidae. De wetenschappelijke naam van de soort is, als Entalophora rogickiana, voor het eerst geldig gepubliceerd in 1968 door Androsova.